# Río Negro (Amazonas)

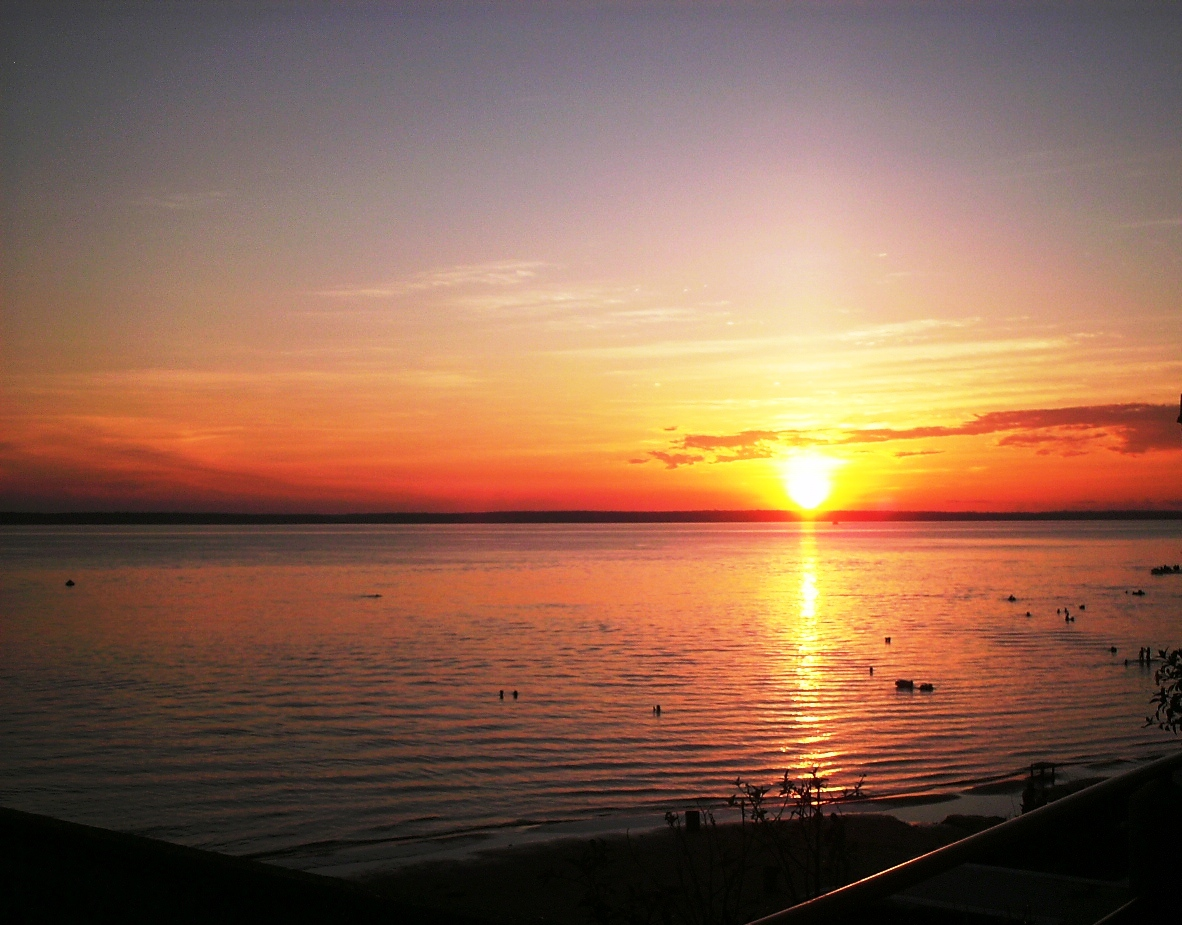
Atardecer en el río Negro, cerca de Manaus.

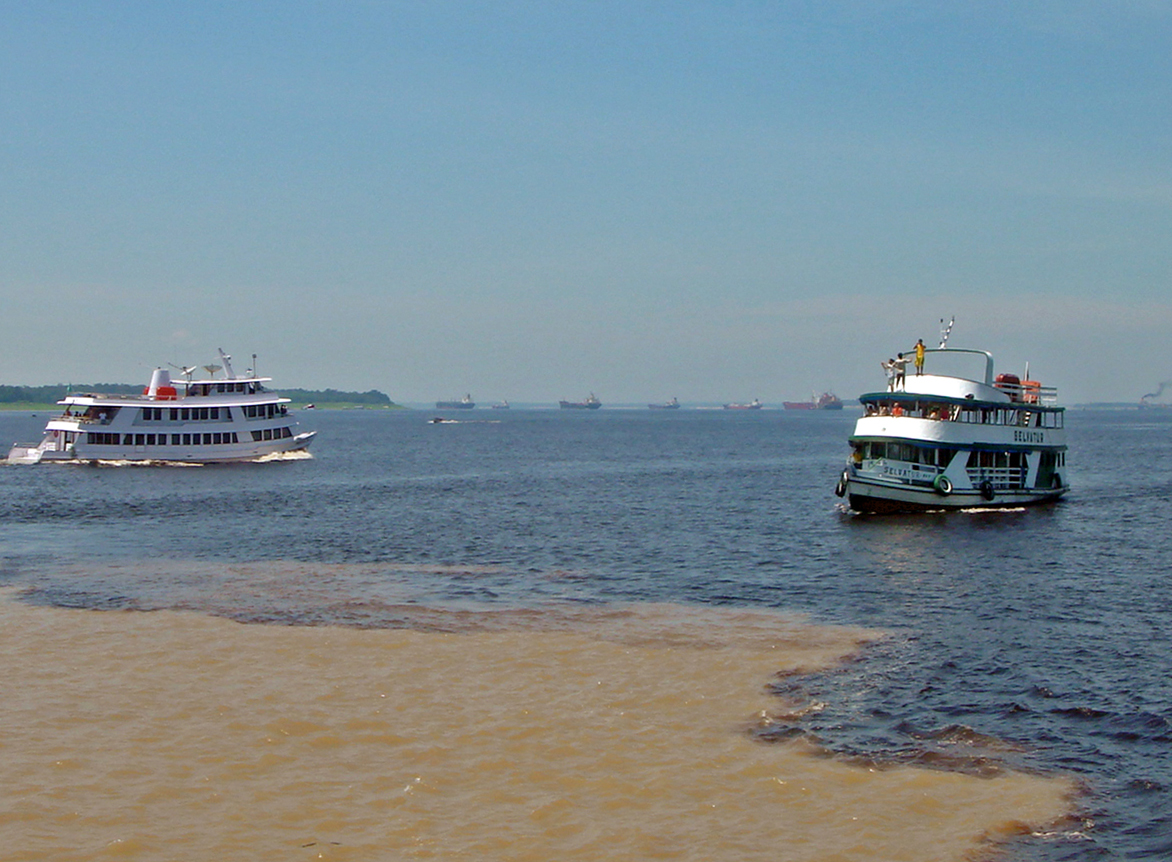
El «encuentro de las aguas», cerca de Manaus, es la confluencia del río Negro, de aguas más oscuras, con el río Solimões, de aguas más claras.

El río Guainía (en Colombia) o río Negro (en Brasil y Venezuela) es un largo río amazónico, el más caudaloso de todos los afluentes del río Amazonas y el segundo más largo por su margen izquierda después del río Caquetá o Japurá;  también es el mayor río de aguas negras del mundo. Tiene sus fuentes a lo largo de la divisoria de aguas entre la cuenca del Amazonas y la del río Orinoco y conecta con esta a través del canal de Casiquiare.
Su curso alto nace en Colombia. Su principal afluente en este tramo es el río Vaupés, que disputa con las cabeceras del río Guaviare (un ramal de la cuenca del Orinoco) el drenaje de la ladera oriental de los Andes colombianos. Luego forma un corto tramo de frontera natural con Venezuela, antes de adentrarse finalmente en 
Brasil.

## Geografía

### Curso alto: El río Guainía
El río Guainía nace en el territorio colombiano, sobre el basamento de las guayanas, discurriendo en dirección este unos quinientos km, bañando las localidades colombianas de Cuarinuma, Brujas, Santa Rosa, Tabaquén y Tonina (Colombia), en la frontera con Venezuela. Aquí, el río gira hacia el sur, formando en un tramo de más de doscientos km la frontera natural entre ambos países, y bañando las localidades venezolanas de Maroa, Comunidad, San Carlos de Río Negro y Santa Rosa de Amanadona, y las colombianas de Isleta, Catanacuname, San Rafael, San Felipe y La Guadalupe. Es en este tramo fronterizo cuando tiene su origen el río Negro, al recibir por la derecha el río venezolano de Casiquiare (340 km) (que tiene como subafluentes los ríos Siapa y Yatua). 
En este tramo los afluentes colombianos más importantes son el río Isana (o Içana) (con 580 km de longitud y los subafluentes Aiarí y Cuiarí) y el río Vaupés (Uaupés) (1050 km y los subafluentes Cuquiari, Querari, Papuri, Tiquié).

### Río Negro
El río Negro entra en territorio brasileño en la trifrontera, aguas arriba de Cucui, adentrándose en dirección sur en el brasileño estado de Amazonas. Baña las localidades de Marabitana, Aru, Içana y San Gabriel de Cachoeira. Aquí el río gira decididamente en dirección este, siguiendo un curso paralelo al del Amazonas, unos doscientos-trescientos km al norte. Este tramo constituye el borde meridional del parque nacional del Pico de la Neblina y es una importante vía fluvial, que pasa por Aruti, Boa Vista, Santa Isabel de Río Negro, Laranjal, Papera, Vista Alegre, Calanaque, Tomar, Santana, Barcelos, Marova, Taperos, Carvoeiro y Moura, donde el río gira en dirección sureste para ir al encuentro del Amazonas. En este último tramo pasa frente a Prosperança, Fohkz de Jau, Araju, Novo Airao, Maravilha y finalmente, Manaus, donde se funde con el río Solimoes (el nombre del curso medio del Amazonas en esa zona brasileña). La profundidad del río Negro es de aproximadamente ochenta metros.
En Brasil, sus afluentes más importantes son el río Cuiuni (cuatrocientos km), el río Araçá —390 km de longitud, con los subafluentes Marari, Curuduri y Demini—, el río Branco —584 km de longitud, con los subafluentes Uraricoera, Mucajaí, Anauá y Catrimani—, el río Jauaperí —530 km, con su afluente el río Alalaú—, el río Unini (660 km) y el río Jaú —cuatrocientos km, con su afluente el río Carabinani.

### Principales afluentes
Lista de los principales afluentes del Rio Negro (desde su desembocadura río arriba)
| Afluente por margen izquierda | Afluente por margen derecha | Largo | Largo   | Tamaño de la cuenca | Tamaño de la cuenca | Caudal promedio | Caudal promedio |
| Afluente por margen izquierda | Afluente por margen derecha | km    | mi      | km2                 | sq mi               | m3/s            | cu ft/s         |
| ----------------------------- | --------------------------- | ----- | ------- | ------------------- | ------------------- | --------------- | --------------- |
| Rio Negro                     | Rio Negro                   | 2,250 | 1400    | 714,577.6           | 275,900.0           | 30,640.8        | 1,082,070.0     |
|                               |                             |       |         |                     |                     |                 |                 |
| Rio Negro inferior            |                             |       |         |                     |                     |                 |                 |
| Taruma-Açu                    |                             | 139   | 86      | 1,372               | 530                 | 52.3            | 1,850           |
| Cuieiras                      |                             |       | 3,441   | 1,329               | 144.2               | 5,090           |                 |
| Apuaú                         |                             |       | 3,799.1 | 1,466.8             | 153.6               | 5,420           |                 |
|                               | Puduari                     |       |         | 3,411.5             | 1,317.2             | 128.6           | 4,540           |
| Camanaú                       |                             |       |         | 11,832.2            | 4,568.4             | 408             | 14,400          |
|                               | Jaú                         | 400   | 250     | 18,896.6            | 7,296.0             | 869.2           | 30,700          |
| Jauaperi                      |                             | 554   | 344     | 39,823.5            | 15,375.9            | 1,336.8         | 47,210          |
|                               | Unini                       | 530   | 329,3   | 27,433              | 10,6                | 1,501           | 53,0            |
| Branco                        |                             | 1,43  | 0,9     | 190,789             | 73,7                | 5,4             | 190,7           |
| Jufari                        | 311                         | 193,2 | 12,59   | 4,9                 | 446                 | 15 750,4        |                 |
|                               | Cauarés                     |       |         | 7,332               | 2,8                 | 296             | 10 453,2        |
| Demini                        |                             |       |         | 39,769              | 15,4                | 1,357           | 47,9            |
|                               | Cuiuni                      | 400   | 248,5   | 11,776              | 4,5                 | 491             | 17 339,5        |
| Igarapé Adairá                |                             |       |         | 3,294               | 1,3                 | 101             | 3566,8          |
|                               | Ararirá                     |       |         | 3,425               | 1,3                 | 114             | 4025,9          |
| Ererê                         |                             |       |         | 3,251               | 1,3                 | 115             | 4061,2          |
| Padauari                      |                             |       | 17,384  | 6,7                 | 606                 | 21 400,7        |                 |
| Daraá                         |                             |       | 3,053   | 1,2                 | 114                 | 4025,9          |                 |
|                               | Urubaxi                     | 250   | 155,3   | 6,855               | 2,6                 | 311             | 10 982,9        |
| Aiuanã                        |                             |       | 4,59    | 1,8                 | 185                 | 6533,2          |                 |
| Uneiuxi                       |                             |       | 12,474  | 4,8                 | 488                 | 17 233,6        |                 |
| Teá                           |                             |       | 6,365   | 2,5                 | 201                 | 7098,3          |                 |
| Marauiá                       |                             |       |         | 6,712               | 2,6                 | 255             | 9005,3          |
| Igarapé Inambu                |                             |       | 4,618   | 1,8                 | 140                 | 4944,1          |                 |
| Cauaburi                      |                             |       | 12,139  | 4,7                 | 442                 | 15 609,1        |                 |
| Rio Negro medio               |                             |       |         |                     |                     |                 |                 |
|                               | Marié                       | 800   | 497,1   | 25,378              | 9,8                 | 1,226           | 43,3            |
| Curicuriari                   |                             |       | 14,202  | 5,5                 | 916                 | 32 348,3        |                 |
| Uaupés                        | 1,375                       | 0,9   | 64,37   | 24,9                | 4,344               | 153,4           |                 |
| Isana                         | 696                         | 432,5 | 35,675  | 13,8                | 2,278               | 80,4            |                 |
| Xié                           |                             |       | 8,222   | 3,2                 | 488,1               | 17 237,1        |                 |
| Rio Negro superior            |                             |       |         |                     |                     |                 |                 |
| Casiquiare                    |                             | 354   | 220     | 42,478              | 16,4                | 2,575           | 90,9            |
|                               | Guainía                     | 617   | 383,4   | 28,899              | 11,2                | 2,432           | 85,9            |

## Historia
El río fue bautizado por el explorador español Francisco de Orellana, que lo encontró por primera vez en 1541. A mediados del siglo XVII, los jesuitas se establecieron en sus orillas en medio de numerosas tribus: Manau, Aruák y Trumá. Después de 1700, la esclavitud a lo largo del río era habitual, y las poblaciones de nativos americanos disminuyeron considerablemente tras el contacto con las enfermedades euroasiáticas. Esta zona fue el lugar de rodaje de Survivor: The Amazon en 2003.

## Fauna y flora

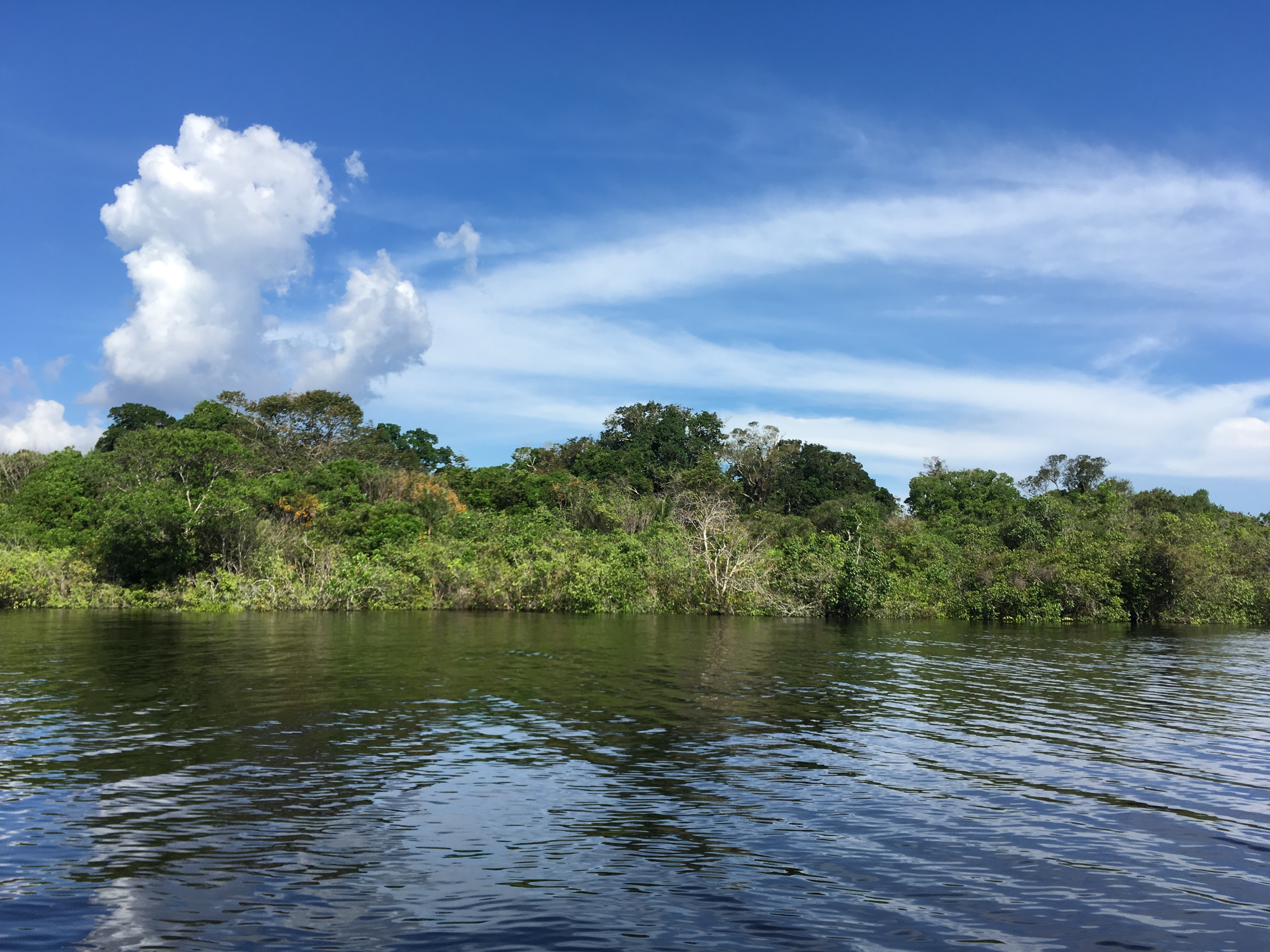
El río Negro cerca de Manaos.

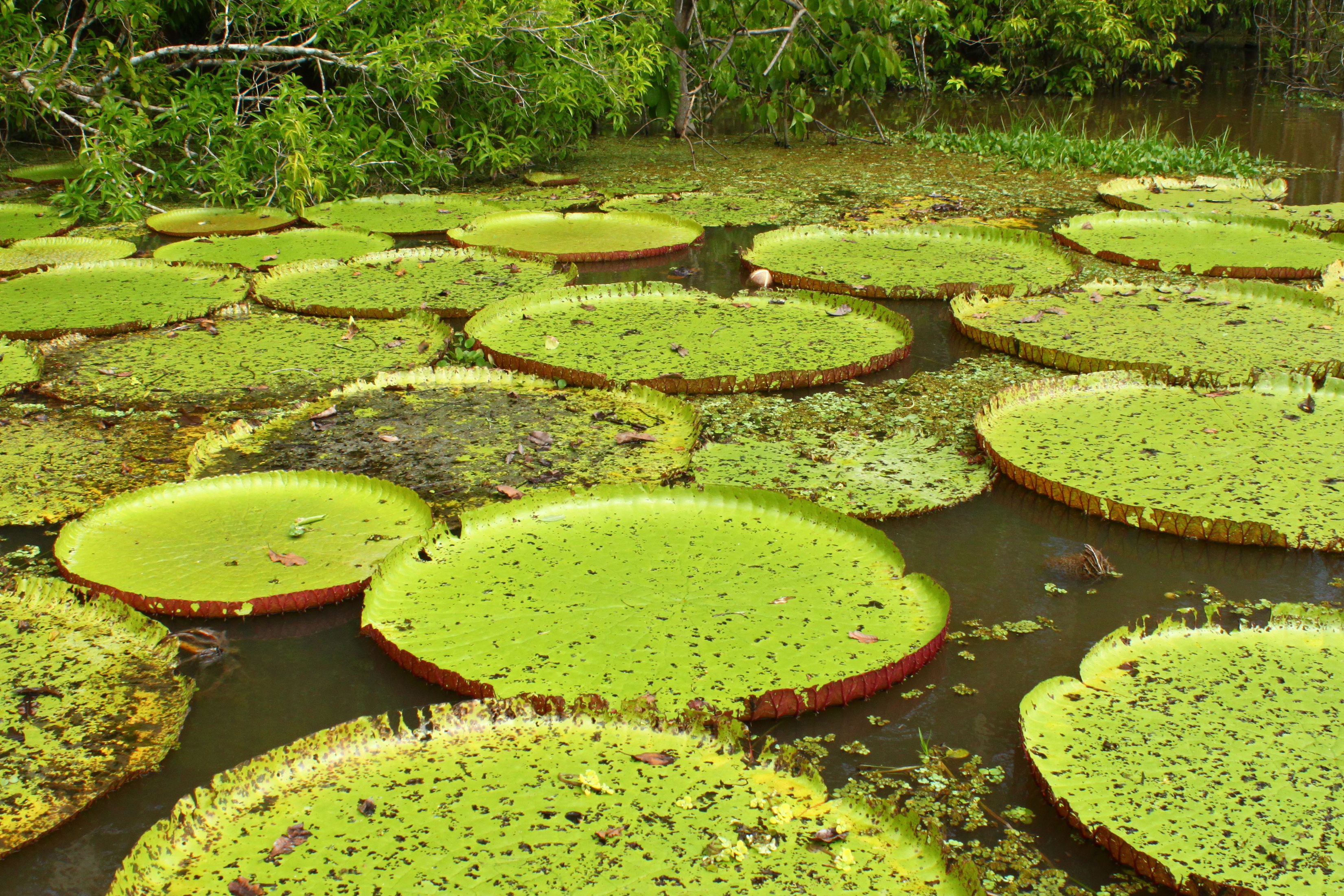
El nenúfar Victoria Regia Victoria amazónica

A pesar de su nombre, sus aguas tienen un color similar al del té fuerte, típico de los ríos de aguas negras. El color oscuro proviene del ácido húmico debido a la descomposición incompleta de la vegetación que contiene fenol de los claros arenosos. El río recibió este nombre porque parece negro desde la distancia.
Se ha escrito mucho sobre la productividad del río Negro y otros ríos de aguas negras. La antigua idea de que son "ríos de hambre" está dando paso, con nuevas investigaciones, al reconocimiento de que el río Negro, por ejemplo, sostiene una gran industria pesquera y tiene numerosas playas de tortugas. Si los exploradores no encontraron a muchos indígenas a lo largo del río Negro durante el siglo XVII, es probable que sus poblaciones se redujeran debido a las nuevas enfermedades infecciosas y a las guerras, más que a la baja productividad del río.
El río Negro tiene una gran riqueza de especies. Se han documentado unas setecientas especies de peces en la cuenca del río, y se estima que el total es de ochocientas-novecientas especies de peces, incluyendo casi cien endémicas y varias especies todavía no descritas. Entre ellas hay muchas que son importantes en el comercio de acuarios, incluyendo el tetra cardenal. Como resultado del canal Casiquiare, muchas especies acuáticas se encuentran tanto en el río Negro como en el Orinoco. Debido a que el Casiquiare incluye tanto secciones de aguas negras como de aguas claras y blancas, sólo las especies relativamente adaptables son capaces de pasar por él entre los dos sistemas fluviales.